# Shang Di Xin
Di Xin, nome postumo Ti Sin (帝辛S), chiamato anche Zhou Wang (紂王 / 纣王S, Tcheou WangP), Zhou Xin (紂辛 / 纣辛S, Tcheou SinP) o re Zhou di Shang (商紂王 / 商纣王S, Chang Tcheou WangP o re Tcheou di Chang (1105 a.C. – 1046 a.C.), è stato un sovrano cinese, ultimo re della dinastia cinese Shang, successore del padre Di Yi (帝乙S, Ti YiP).
Il suo cognome sarebbe stato Zi (子S, TseuP) e il suo nome personale Shou (受S, CheouP). Le sue date di regno sono circa 1154-1122 a.C. secondo la storiografia tradizionale e 1086-1045 a.C. secondo una valutazione più recente basata su iscrizioni oracolari.

## L'inizio del suo regno
All'inizio del suo regno, si diceva che fosse molto intelligente e che fosse in grado di vincere gare oratorie grazie alla sua persuasività. Anche la sua forza e il suo coraggio furono lodati. Tanto che poteva andare da solo e disarmato a cacciare bestie feroci. Si sarebbe scoperto che dopo aver conquistato il territorio di Yousu (有蘇 / 有苏, Yeou-sou) e aver attuato politiche efficaci, si è innamorato di Daji (妲己, Ta-tsi) e sarebbe cambiato da quella volta.
Giovane, Di Xin avrebbe dimostrato grande talento e coraggio militare, conquistando una vittoria sui Dongyi, popolo rivale d'Oriente, in un momento in cui, secondo alcuni storici, il controllo del re non si estendeva oltre- più di venti chilometri intorno alla capitale.

## La sua unione con Daji e il suo regno dispotico
Daji era considerata una donna estremamente bella, ma anche crudele. Non è quindi difficile estrapolare e costruire molte teorie sul cambiamento radicale del suo comportamento e degli hobby, divenuti più che dubbiosi, presentati da un'eminenza grigia (Daji) che lo ha manipolato nell'ombra. La passione che Daji gli ispirava lo spinse ad allontanarsi dagli affari di stato. Inoltre, per finanziare gran parte delle sue stravaganti orge, hanno dovuto aumentare le tasse in più occasioni, il che ha avuto come diretta conseguenza la bancarotta economica del popolo. Quindi il tenore di vita della gente del paese ne risentì, mentre il tenore di vita alla corte rimase molto alto.
Un giorno, suo zio Bi Gan andò a trovarlo per protestare con lui, volendo rimetterlo sulla retta via. Il suo comportamento era cambiato così tanto che non riconosceva più suo nipote. Anche Di Xin non accettava di essere sfidato e voleva vedere che aspetto aveva il cuore di un saggio. Aprì il petto di suo zio e gli prese il cuore.

## Di Xin e la tortura
La sua reputazione è quella di un sovrano di una tirannia spaventosa, che ama far soffrire le persone e inventa molte nuove forme di tortura, indulgendo alla dissolutezza.
Una delle torture inventate durante il suo regno per il divertimento della coppia reale era il paoluo (炮烙, p'ao-loue), che consisteva nel posizionare un grande cilindro di bronzo riscaldato all'estremo e coperto d'olio sopra di un mucchio di braci ardenti. Poiché il cilindro era caldo, la vittima ha dovuto muovere i piedi per evitare di scottarsi. A causa dell'olio e del movimento del cilindro, la vittima non riusciva a mantenere l'equilibrio e doveva danzare apertamente per il dolore piuttosto che cadere tra le braci ardenti. Ma finiva sempre nelle braci ardenti e bruciava fino a quando non ne seguiva la morte, non senza agonizzare e gridare orribilmente per molto tempo.
Secondo la tradizione, questa tortura fece ridere particolarmente la coppia reale.

## La fine di Di Xin e della dinastia Shang
Alla fine del suo regno il suo potere era in declino. Il suo esercito era andato a est per combattere e Wu Wang degli Zhou, allora vassallo degli Shang, decise di attaccare la capitale Yin. Di Xin ha perso la battaglia di Muye, in gran parte a causa del tradimento della maggior parte del suo esercito. I 170.000 schiavi equipaggiati per difenderlo cambiarono schieramento. Fuggì nel suo palazzo, si circondò di tutte le sue ricchezze e si diede fuoco.

## Parentela
Gli antichi storici cinesi hanno mantenuto il nome di due dei suoi fratelli maggiori, nati da una concubina, Wei Zi (微子, Wei Tseu) e Wei Zhong (微仲, Wei Tchong), di due figli, Wu Geng (武庚, Wou Keng) e Lu Fu (祿父 / 禄父, Lou Fou), e due zii paterni, Bi Gan (比干, Pi Kan) e Ji Zi (箕子, Tsi Tseu). Dopo la vittoria degli Zhou, Wei Zi sarebbe diventato il loro fedele e avrebbe ricevuto il controllo del territorio Shang, che diventerà Song State. Una leggenda coreana fa di Ji Zi il fondatore del regno di Gija Joseon.

## Sfidare la storiografia tradizionale
La fine del suo regno è tradizionalmente vista come un periodo di estrema decadenza morale. Tuttavia, molti studiosi moderni come lo storico e filologo Gu Jiegang sospettano che il suo carattere sia stato gradualmente annerito per conformare retrospettivamente i fatti storici al concetto del mandato del Cielo, secondo il quale il cambiamento dinastico è sempre giustificato dalla decadenza morale del dinastia rovesciata. In effetti, man mano che si torna indietro nel tempo dalla dinastia Qin, i commenti su Di Xin diventano sempre meno dispregiativi e sempre più lusinghieri, complimentandosi con la sua intelligenza e coraggio. Commentando il racconto della fine dello Shang, Zi Gong (子貢), discepolo di Confucio, esprime anche l'opinione che Di Xin, sovrano caduto, oltre al proprio, espresse tutte le turpitudini del regno.

## Riferimenti letterari
La fine del suo regno fa da sfondo a Fengshen Yanyi, un romanzo storico-fantasy della dinastia Ming, di cui Di Xin e i suoi contemporanei sono gli eroi.